# Bàscara (kommunhuvudort)
Bàscara är en kommunhuvudort i Spanien.   Den ligger i provinsen Província de Girona och regionen Katalonien, i den östra delen av landet, 600 km öster om huvudstaden Madrid. Bàscara ligger 67 meter över havet och antalet invånare är 894.
Terrängen runt Bàscara är platt. Runt Bàscara är det ganska glesbefolkat, med 35 invånare per kvadratkilometer. Närmaste större samhälle är Figueres, 12,6 km norr om Bàscara. Trakten runt Bàscara består till största delen av jordbruksmark.